# Brzyście (powiat jasielski)
Brzyście – wieś w Polsce położona w województwie podkarpackim, w powiecie jasielskim, w gminie Jasło.
W latach 1975–1998 miejscowość należała administracyjnie do województwa krośnieńskiego.